# Nomascus
Nomascus (Номаскус) — рід приматів з роду Symphalangus родини Гібонові.

## Опис
Як і всі гібонові, Номаскуси характеризуються тонким корпусом, довгими руками і відсутністю хвоста. Види мають майже однаковий розмір, але значно відрізняються забарвленням шерсті. Самці мають чітко впізнавану шевелюру на голові й переважно чорний колір хутра, деякі види мають білі або жовті щоки. Самиці, однак, мають жовтувато-коричневе хутро з темною плямою на вершині голови, іноді грудях; пальці рук і ніг й інші частини тіла можуть бути темнішими. Вони після сямангів найбільші, досягаючи довжини тіла близько 60 сантиметрів і вагою від 7 до 8 кілограмів.

## Поширення
Місця проживання цих тварин тропічні ліси південного Китаю (сьогодні тільки Юньнань і острів Хайнань), В'єтнаму, Лаосу й східної Камбоджі. 

## Стиль життя
Як всі інші види гібонових, Номаскуси є денними і деревними. Вони живуть сім'ями, які складаються з самця, самиці й 1—3 дітей, що населяють фіксовану територію від 30 до 40 га. Їх пісні служать вказівкою зайнятості території. Їжа складається в основному з фруктів, крім того вони споживають листя і комах.
Після близько семи місяців вагітності на світ з'являється один малюк; він золотисто-жовтий при народженні і стає чорним через приблизно пів року. Статева зрілість настає у віці 5—8 років. У цей час самиці знову набувають яскравого забарвлення, самці залишаються чорними.

## Загрози та охорона
Усі види роду перебувають під загрозою або під критичною загрозою зникнення. Основною причиною цього є руйнування середовища проживання і полювання.